# Santa Maria Imaculada de Lurdes em Boccea (título cardinalício)
Santa Maria Imaculada de Lurdes em Boccea (em latim, Sanctæ Mariæ Immaculatæ Lourdensis ad viam Bocceam) é um título cardinalício instituído em 25 de maio de 1985 pelo Papa João Paulo II.

## Titulares protetores
- Juan Francisco Fresno Larraín (1985-2004)
- Nicholas Cheong Jin-Suk (2006-2021)
- Richard Kuuia Baawobr, M. Afr. (2022)
- François-Xavier Bustillo, O.F.M. Conv. (desde 2023)